# 交響曲第3番 (ニールセン)
交響曲第3番ニ短調 『ひろがりの交響曲』もしくは『広がり』（Symfoni Nr.3 "Sinfonia Espansiva" op.27, FS.60）は、1910年 - 1911年4月30日にかけて作曲されたカール・ニールセン作曲の交響曲。2楽章の曲想から『ニールセンの田園交響曲』とも言われる。

## 概要
第2楽章にはソプラノとバリトンのヴォカリーズが入る。この第3番以降の4・5・6番にはそれぞれティンパニ独奏、アドリブの小太鼓、トロンボーンの連続下降グリッサンドなどとユニークな演奏が入っており、このヴォカリーズもその一環として見ることもできる。
なお、この交響曲のタイトル『エスパンシーヴァ』（広がり）は第1楽章の発想記号であるアレグロ・エスパンシーヴォ (Allegro espansivo) に由来するものであり、描写的な意味は特に無いとされる。
- 第1楽章　アレグロ・エスパンシーヴォ
- 第2楽章　アンダンテ・パストラーレ
- 第3楽章　アレグレット・ウン・ポーコ
- 第4楽章　アレグロ

第1楽章はソナタ形式。力強い和音の連打から始まり、ロバート・シンプソンが「競技的な3拍子」と評した第一主題が出現する。そして木管楽器により第1主題とは対照的な曲想の第2主題が出現し、クライマックスまで発展していく。
第2楽章では北欧風の旋律の主題もあらわれる。そして舞台裏からバリトン、ソプラノによる独唱が始まり、牧歌的な曲想となる。
第3楽章はスケルツォのような形式。第4楽章は豊かで堂々とし、主要主題はブラームスの交響曲第1番のフィナーレを連想させる。

## オーケストラ編成
ソプラノ独唱、バリトン独唱（それぞれクラリネット、トロンボーンによる代替も可能）
フルート3（うち1本はピッコロ持ち替え）、オーボエ3（うち1本はイングリッシュ・ホルン持ち替え）、クラリネット3、ファゴット3（うち1本はコントラファゴット持ち替え）、ホルン4、トランペット3、トロンボーン3、テューバ、ティンパニ、弦5部

## 初演・出版等

### 世界初演
1912年2月28日、作曲者自身の指揮によりコペンハーゲン宮廷劇場管弦楽団演奏で行われた。

### 出版
1913年、ライプツィヒ、カーント社

### 演奏時間
スコアに書かれている演奏時間は約32分だが、実際は35～38分ほどかかる。